# Parentucellia viscosa
Espèce
Classification APG III (2009)
Parentucellia viscosa (anciennement Bartsia viscosa L. ou Eufragia viscosa (L.) Benth.) est une plante herbacée classée dans la famille des Scrophulariaceae selon la classification classique de Cronquist (1981), actuellement dans celle des Orobanchaceae. Elle a pour noms vernaculaires Bartsie visqueuse ou Eufragie visqueuse. C'est une plante hémiparasite sur les racines de Poaceae. Elle se développe dans les pelouses fraîches, les dunes rudéralisées, les bords de chemins.

## Description
Sa floraison a lieu de juin à octobre.

## Photos

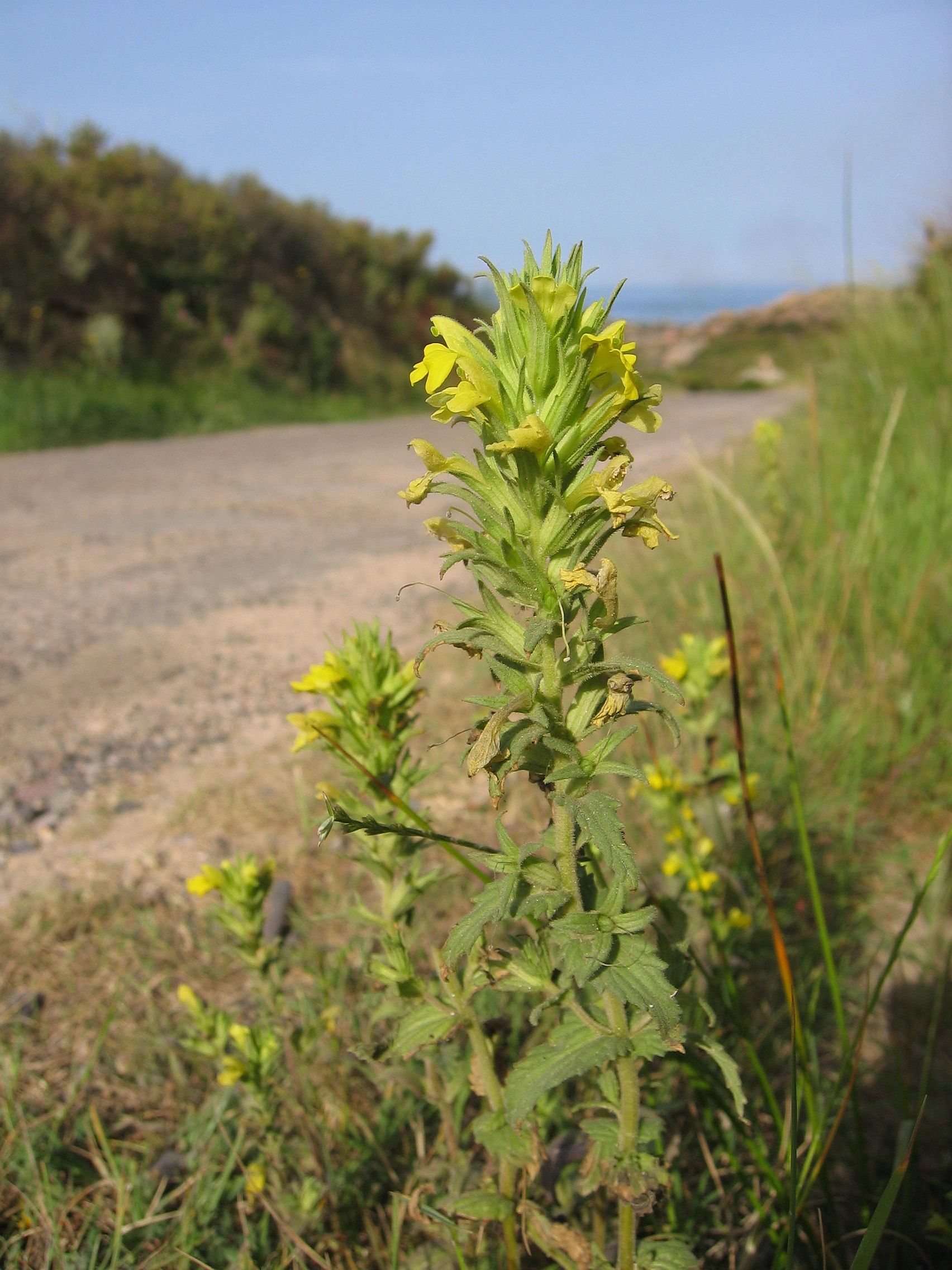
Parentucellia viscosa au bord d'une route corse.
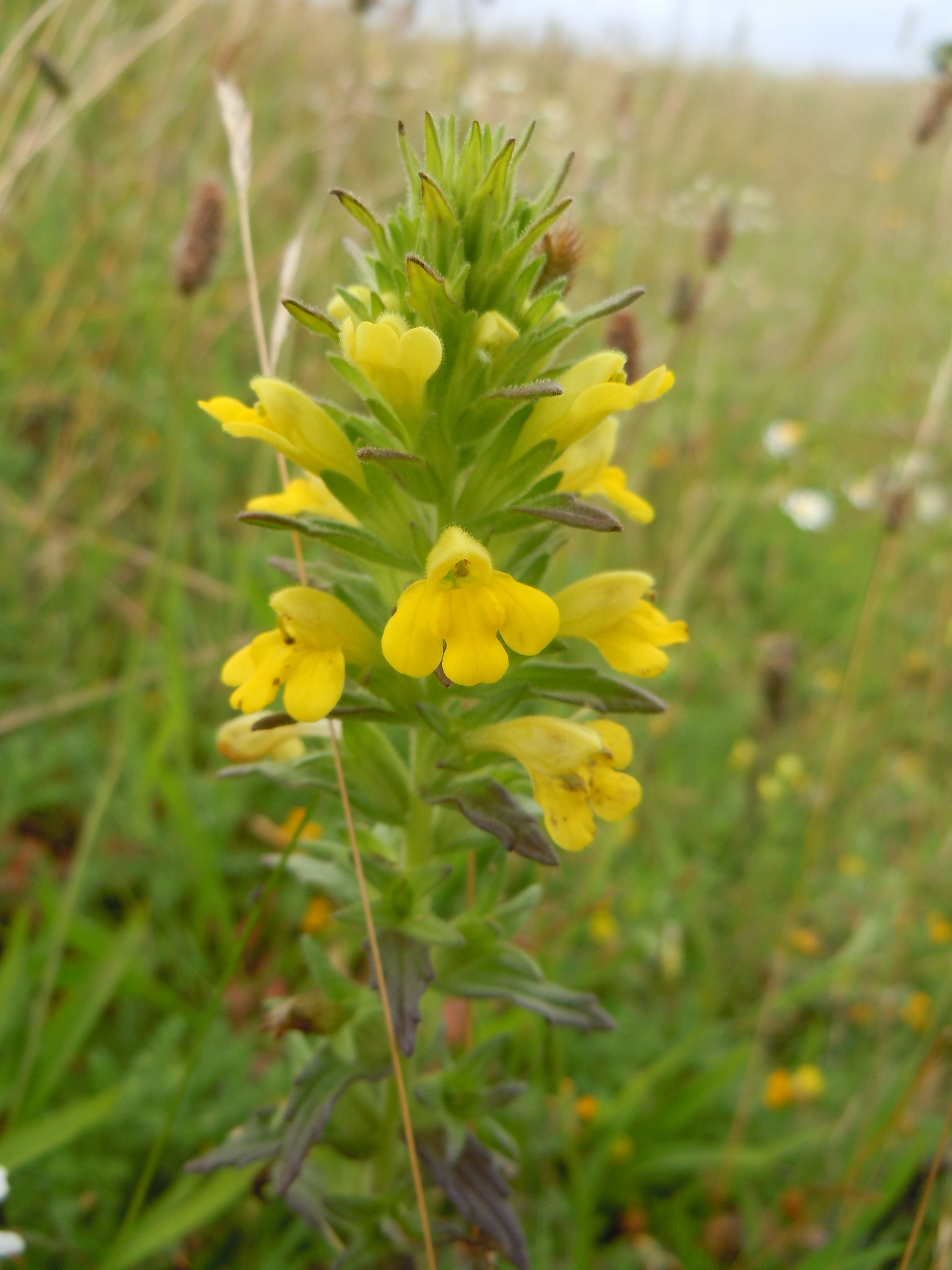
Détail infloresence.
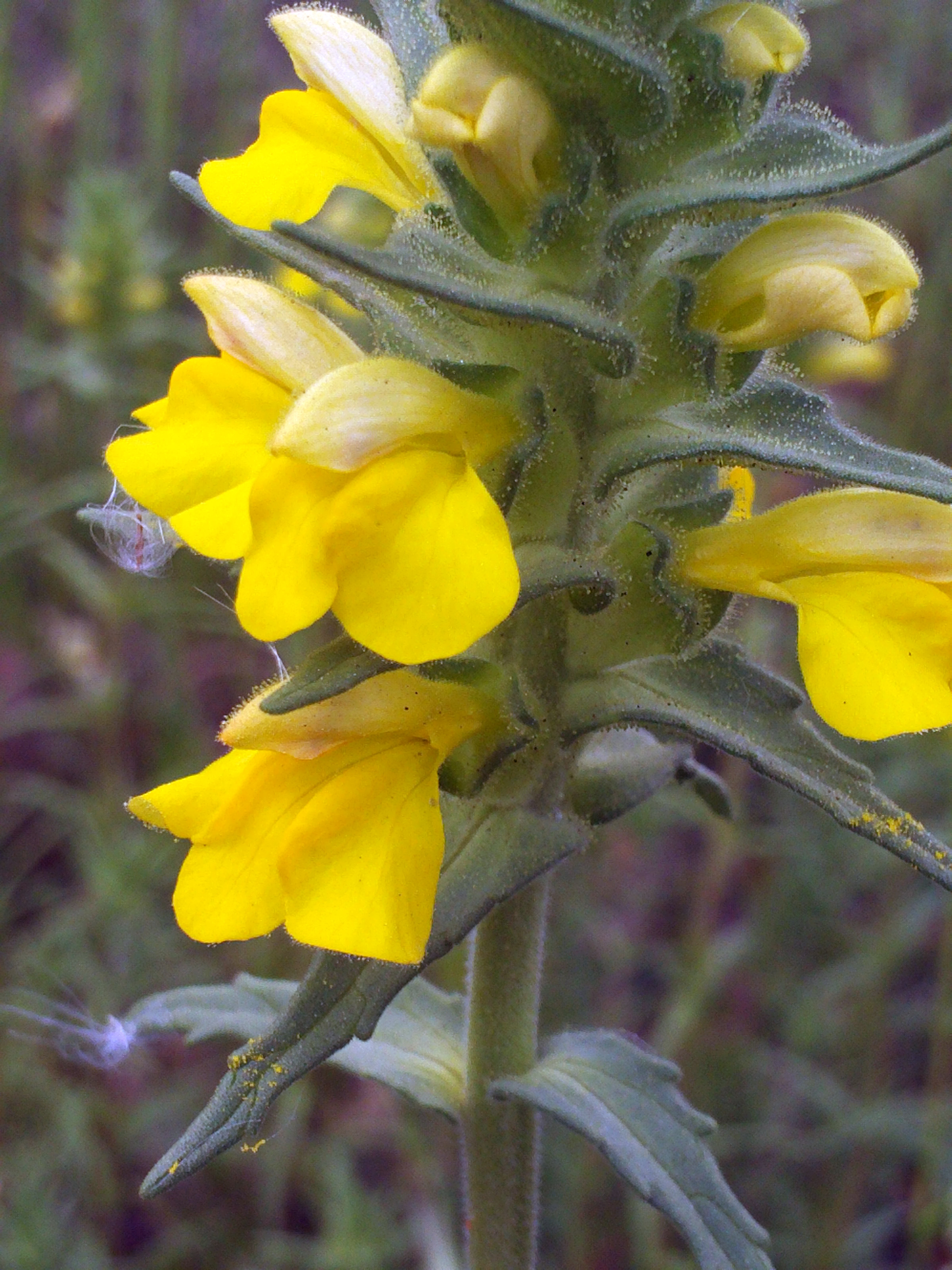
Détail fleur.